# Псиктер
Псиктер је врста керамичке посуде, која је слично као и ојнохое, имала важну посебну улогу везану за чување воде и вина. У псиктеру је држана хладна вода или снег и стављани су у кратере ради расхлађивања вина.